# ATP 가수분해

ATP의 구조

ADP의 구조

무기 인산의 4가지 가능한 공명 구조

ATP 가수분해(영어: ATP hydrolysis) 또는 아데노신 삼인산 가수분해(영어: adenosine triphosphate hydrolysis)는 아데노신 삼인산(ATP)의 고에너지 인산 결합이 분해될 때 저장된 화학 에너지가 방출되는 이화 과정이다. 예를 들어 ATP가 가수분해될 때 방출되는 에너지를 이용해서 근육에서 역학적 에너지 형태의 일을 할 수 있다. ATP 가수분해의 생성물은 아데노신 이인산(ADP)와 무기 인산(Pi)이다. ADP는 더 가수분해되어 에너지, 아데노신 일인산(AMP), 다른 무기 인산(Pi)을 생성할 수 있다. ATP 가수분해는 음식물이나 햇빛으로부터 유래된 에너지를 근육 수축, 막을 경계로 전기화학적 기울기의 형성, 생명 유지에 필요한 생합성 과정과 같은 유용한 생물학적 일들과 최종적으로 연결한다.
설명 및 일반적인 교과서에는 무수 결합을 "고에너지 결합(high-energy bond)"으로 표현하고 있다.  P-O 결합은 실제로 상당히 강한 결합(C-N 결합보다 약 30 kJ/mol 정도 더 강함) 특히 자체적으로 끊어지가가 쉽지 않다. 아래에 언급된 바와 같이 에너지는 ATP의 가수분해에 의해 방출된다. 그러나 P-O 결합이 끊어지면 에너지의 투입이 필요하다. ATP의 가수분해로 인해 시스템의 전체 에너지를 낮출 수 있고 시스템을 더 안정적으로 만드는 더 많은 양의 에너지 방출과 함께 새로운 결합과 더 낮은 에너지의 무기 인산이 형성된다.
ATP에서 인산기의 가수분해는 특히 에너지 방출적이다. 이는 생성된 무기 인산 분자 이온이 다중 공명 구조에 의해 크게 안정화되어 생성물(ADP 및 Pi)이 반응물(ATP)보다 에너지가 낮기 때문이다. ATP의 인접한 3개의 인산염 단위와 관련된 높은 음전하 밀도는 분자를 불안정하게 하여 에너지를 더 높게 만든다. 가수분해는 이러한 정전기적 반발의 일부를 완화하여 효소 구조의 입체형태적 변화를 일으키면서 이 과정에서 유용한 에너지를 방출한다.
사람의 경우 ATP의 가수분해로부터 방출되는 에너지의 약 60%는 열에너지로 방출된다. ATP, ADP, 무기 인산의 산-염기 특성으로 인해 ATP의 가수분해는 반응 매질의 pH를 낮추는 효과가 있다. 특정 조건에서 높은 수준의 ATP 가수분해는 젖산산증에 기여할 수 있다.

## 생산된 에너지의 양
ATP의 말단 인산 무수 결합의 가수분해는 매우 에너지 방출적인 과정이다. 방출되는 에너지의 양은 특정 세포의 조건에 따라 다르다. 특히 방출되는 에너지는 ATP, ADP 및 Pi의 농도에 따라 달라진다. 이러한 분자의 농도가 평형값에서 벗어나면 깁스 자유 에너지 변화 값(ΔG)이 점점 달라진다. 표준 조건(ATP, ADP 및 Pi의 농도는 1 M, 물의 농도는 55 M)에서 ΔG 값은 -28 ~ -34 kJ/mol이다.
ΔG 값의 범위가 존재하는 이유는 이 반응이 ATP 분자를 안정화시키는 Mg2+ 양이온의 농도에 의존하기 때문이다. ATP 가수분해는 연구된 세포뿐만 아니라 주변 조직 및 세포 내 구획에도 의존하기 때문에 세포 환경도 ΔG 값의 차이에 기여한다. 따라서 ΔG 값의 변동성이 예상된다.
표준 깁스 자유 에너지 변화 ΔrGo와 화학 평형 간의 관계가 밝혀졌다. 이 관계는 방정식 ΔrGo = -RT ln(K)에 의해 정의되며, 여기서 K는 평형 상수이며, 이는 평형에서 반응 지수 Q와 같다. 이 반응에 대한 ΔG의 표준값은 언급된 바와 같이 -28 ~ -34 kJ/mol이다. 그러나 실험적으로 결정된 관련 분자들의 농도는 반응이 평형 상태가 아님을 나타낸다. 이러한 사실을 감안할 때 평형 상수 K와 반응 지수 Q를 비교하면 통찰력을 얻을 수 있다. 평형 상수 K는 표준 조건에서 일어나는 반응을 고려하지만, 세포 환경에서 관련된 분자들(즉, ATP, ADP, 및 Pi)의 농도는 표준 조건인 1 M과 동떨어져 있다. 사실 농도는 M보다 1,000배 작은 mM 단위로 더 적절하게 측정된다. 이러한 비표준 농도를 사용하여 계산된 Q 값은 1보다 훨씬 작다. ΔG = ΔrGo + RT ln(Q) 방정식을 사용하여 Q를 ΔG에 관련시킴으로써 ΔrGo는 ATP 가수분해에 대한 깁스 자유 에너지의 표준 변화이며, ΔG의 크기가 표준값보다 훨씬 더 크다는 것을 알 수 있다. 세포의 비표준 조건들은 실제로 더 유리한 반응을 초래한다.
한 특정 연구에서 사람의 생체 내 ΔG를 결정하기 위해 핵자기 공명을 사용하여 ATP, ADP 및 Pi의 농도를 측정했다. 휴식 상태에서 사람의 근육 세포에서 ATP의 농도는 약 4 mM이고 ADP의 농도는 약 9 μM인 것으로 나타났다. 이 값을 위의 방정식에 입력하면 ΔG = -64 kJ/mol이 된다. 허혈 후 근육이 운동에서 회복될 때 ATP의 농도는 1 mM 정도로 낮고 ADP의 농도는 약 7 μM이다. 따라서 절대 ΔG는 -69 kJ/mol 만큼 높다.
ΔG 의 표준값과 ΔG의 실험값을 비교하면 사람에서 측정했을 때 ATP의 가수분해에서 방출되는 에너지가 표준 조건에서 생성된 에너지의 거의 2배임을 알 수 있다.

## 같이 보기
- ATP
- 가수분해
- ATP가수분해효소 (ATPase)
- 인산화
- 탈인산화

## 더 읽을거리
- Syberg, F.; Suveyzdis, Y.; Kotting, C.; Gerwert, K.; Hofmann, E. (2012). “Time-Resolved Fourier Transform Infrared Spectroscopy of the Nucleotide-binding Domain from the ATP-binding Cassette Transporter MsbA: ATP Hydrolysis ID The Rate-Limiting Step in the Catalytic Cycle”. 《Journal of Biological Chemistry》 278 (28): 23923–23931. doi:10.1074/jbc.M112.359208. PMC 3390668. PMID 22593573.
- Zharova, T. V.; Vinogradov, A. D. (2003). “Proton-Translocating ATP-synthase of Paracoccus denitrificans: ATP- Hydrolytic Activity”. 《Biochemistry》 (Moscow) 68 (10): 1101–1108. doi:10.1023/A:1026306611821. PMID 14616081. S2CID 19570212.
- Kamerlin, S. C.; Warshel, A. (2009). “On the energetics of ATP hydrolysis in solution”. 《Journal of Physical Chemistry》. B 113 (47): 15692–15698. doi:10.1021/jp907223t. PMID 19888735.
- Bergman, C.; Kashiwaya, Y.; Veech, R. L. (2010). “The effect of pH and Free Mg2+ on ATP Linked Enzymes and the Calculation of Gibbs Free Energy of ATP Hydrolysis”. 《Journal of Physical Chemistry》. B 114 (49): 16137–16146. doi:10.1021/jp105723r. PMID 20866109.
- Berg, J. M.; Tymoczko, J. L.; Stryer, L. (2011). 《Biochemistry》 International판. New York: W. H. Freeman. 287쪽.